# Pablo Pérez Rodríguez
Pablo Pérez Rodríguez (Gijón, Asturias, España, 2 de agosto de 1993) es un futbolista español que juega de centrocampista en el U. P. de Langreo de la Segunda Federación.

## Trayectoria
Jugó en el colegio de la Inmaculada toda su etapa en el fútbol base hasta la edad de juvenil. Con el Inmaculada logró varios ascensos a nivel de fútbol base regional. A nivel nacional, cabe destacar que quedó subcampeón de España de categoría infantil de fútbol escolar en 2005, en el torneo cuya fase final se celebró en Valladolid organizado por EMDE (Eusebio Millán Deporte Escolar). En la temporada 2007-08, siendo cadete de primer año, fue nombrado mejor jugador de la Copa Coca-Cola de la fase de Asturias, trofeo que recibió de manos del exfutbolista Julio Salinas. Quedó campeón de la fase de Asturias de dicha copa, disputando la fase final del torneo celebrada en la Ciudad Deportiva José Ramón Cisneros Palacios y en el Estadio Olímpico de La Cartuja, en Sevilla, en mayo de 2008. En su primer año de juveniles jugó en Liga Nacional con el equipo del colegio de la Inmaculada, y al finalizar la misma dejó el equipo del colegio tras 11 años en él para unirse a las filas del juvenil del Real Sporting de Gijón.
Se incorporó a la Escuela de fútbol de Mareo para jugar primero en el equipo de Liga Nacional Juvenil y, posteriormente, en el de División de Honor, con el que ganó el título de liga en su grupo y llegó a semifinales de la Copa de Campeones en la temporada 2011-12. Debutó con el Real Sporting de Gijón "B" siendo juvenil, el 15 de abril de 2012 en La Fuensanta ante la Unión Balompédica Conquense. Al terminar su etapa de juvenil, en 2012, se incorporó definitivamente a la plantilla del filial sportinguista. El 24 de mayo de 2014 debutó en Segunda División con el Sporting en un partido disputado en el estadio El Molinón frente al F. C. Barcelona "B". El 6 de septiembre anotó su primer gol en la categoría en un partido disputado contra el Albacete Balompié en el estadio Carlos Belmonte que finalizó 1-1. El 12 de septiembre de 2015, en la tercera jornada de la temporada 2015-16, debutó en Primera División en un partido contra el Valencia C. F. disputado en El Molinón que finalizó 0-1.
El 1 de diciembre de 2022, tras llevar sin equipo desde su salida del Real Sporting al término de la temporada 2021-22, firmó por el Bengaluru F. C. de la Superliga de India. En 2023 volvió a España y se incorporó al Club de Fútbol Rayo Majadahonda que militaba en la Primera Federación. En esta categoría disputó veintiún partidos y en agosto de 2024 regresó a Asturias para jugar en el U. P. Langreo.

## Clubes
| Club                       | País   | Año       |
| -------------------------- | ------ | --------- |
| Real Sporting de Gijón "B" | España | 2012-2015 |
| Real Sporting de Gijón     | España | 2015-2016 |
| A. D. Alcorcón             | España | 2016-2017 |
| Real Sporting de Gijón     | España | 2017-2022 |
| Bengaluru F. C.            | India  | 2022-2023 |
| C. F. Rayo Majadahonda     | España | 2023-2024 |
| U. P. Langreo              | España | 2024-     |